# Castilleja annua
Castilleja annua är en snyltrotsväxtart som beskrevs av Francis Whittier Pennell. Castilleja annua ingår i släktet målarborstar, och familjen snyltrotsväxter. Inga underarter finns listade i Catalogue of Life.